# خورشيد خانم الغفاري

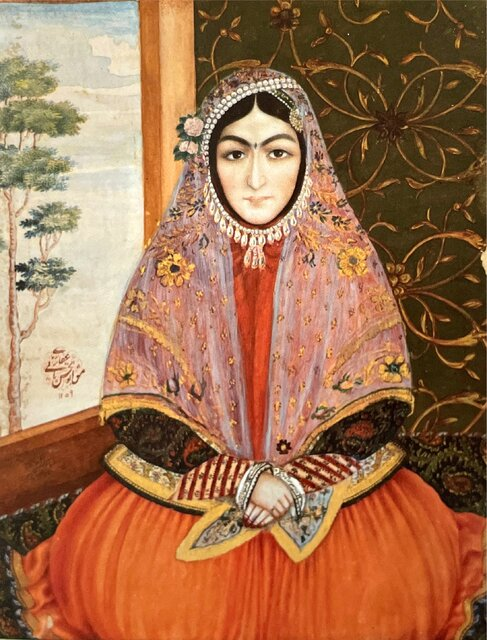
لوحة مائية لخورشيد خانوم غفاري بريشة ابن عمها الأول صانع الملك، يعود تاريخها إلى عام 1834 أو 1835 م

خورشيد خانُم الغفاري (الفارسية: خورشید خانم غفاری) كانت عضوًا في عائلة الغفاري، وهي مشهورة بتصويرها على لوحة مائية من ابن عمها الأول صانع المُلك. كانت ابنة ميرزا أحمد غفاري وعمة فاروخ خان. قبل أن تصبح التصوير الفوتوغرافي والطباعة الحجرية متاحين في إيران القاجارية، لم يكن هناك سوى عدد قليل من صور النساء المعروفات. من المرجح أن بعض هذه الصور الشخصية قد تم إنشاؤها بعد أن أصبحت الطباعة الحجرية متاحة، أثناء حكم محمد شاه قاجار (1834 - 1848 م). صورة خورشيد خانوم، التي يرجع تاريخها إلى عام 1834 أو 1835 م، اُلتقطَت قبل إدخال التصوير الفوتوغرافي والطباعة الحجرية إلى البلاد. ومن بين النساء البارزات الأخريات اللواتي تم تصويرهن في الصور الشخصية خلال هذه الفترة هنّ ضياء السلطانة ومالك جهان خانوم قوانلو. ربما كان إدراج النساء في اللوحات جزءًا من الشعبية المتزايدة للصور الشخصية بشكل عام خلال السنوات الأولى من حكم محمد شاه.
غالبًا ما يُصور الرجال في لوحات العصر القاجاري وهنّ واقفات أو على الجانب، على عكس خورشيد خانوم، التي في المقدمة. يظهر خورشيد خانوم مرتديًا ثوب الأرخالق المصنوع من الترمة. يزعم المؤرخ الإيراني يحيى زوكا أن خورشيد خانم كانت مصدر إلهام لأولى الشخصيات النسائية التي رسمها صانع الملك، "لأن جمالها كان متوافقًا مع معايير ذلك العصر، ولأن قرابة القرابة سمحت لهما بالتقارب". ويشير إلى العديد من أوجه التشابه بين خورشيد خانم ونساء أخريات في لوحات صانع الملك، بما في ذلك لوحة "العاشقان".